# Омметър
Омметър е измерителен уред за директно измерване на електрическото съпротивление.
Класическите конструкции са: магнитоелектрически микроамперметър, захранван от източник на постоянен ток, чиято скала е разчертана в омове, или е изграден на основата на магнитоелектрически логометър.
Понастоящен се произвеждат почти само електронни (аналогови и цифрови) омметри, които са съчетание от електронни волтметри и стабилизирани източници на ток.